# 墨脱酸脚杆
墨脱酸脚杆（学名：Medinilla rubicunda var. tibetica）为野牡丹科酸脚杆属下的一个变种。

## 扩展阅读
- 維基物種上的相關：墨脱酸脚杆